# De Toddezèk
De Toddezèk is een bekende carnavals-zanggroep uit Grubbenvorst in de Nederlandse provincie Limburg, bestaande uit René Verschueren, Geert Verschueren en Twan Relouw.

## Biografie
In 2003 stond het trio voor het eerst in de finale van het LVK met het nummer D'n Toddezak (Nederlands: Textielzak), waarnaar later de groep vernoemd is. In 2007 wonnen de mannen het LVK met het nummer Heej bliéf ik plekke (Nederlands: Hier blijf ik plakken), in 2009 wonnen ze met het nummer: Ni miër en ni minder (Nederlands: Niet meer en niet minder) en in 2014 haalde ze de eerste prijs met het nummer Onhendig Leedje (Nederlands: Onhandig liedje).
Ook in 2008 stonden ze de finale, en haalde toen de derde prijs met Ut ei!.
De liedjes worden geschreven door René Verschueren en Geert Verschueren

## Discografie

### Albums
| Album met eventuele hitnotering(en) in de Nederlandse Album Top 100 | Datum van verschijnen | Datum van binnenkomst | Hoogste positie | Aantal weken | Opmerkingen |
| ------------------------------------------------------------------- | --------------------- | --------------------- | --------------- | ------------ | ----------- |
| Krutjuuj                                                            | 2011                  | -                     |                 |              |             |

### Singles
| Single met eventuele hitnotering(en) in de Nederlandse Top 40 | Datum van verschijnen | Datum van binnenkomst | Hoogste positie | Aantal weken | Opmerkingen      |
| ------------------------------------------------------------- | --------------------- | --------------------- | --------------- | ------------ | ---------------- |
| Zuster Loeloewats                                             | 2001                  | -                     |                 |              |                  |
| D'n Toddezak                                                  | 2002                  | -                     |                 |              |                  |
| Poppekas                                                      | 2005                  | -                     |                 |              |                  |
| Heej bliéf ik plekke                                          | 2006                  | -                     |                 |              | Winnaar LVK 2007 |
| Ut ei!                                                        | 2007                  | -                     |                 |              |                  |
| Ni miër en ni minder                                          | 2008                  | -                     |                 |              | Winnaar LVK 2009 |
| Wat zaesse mich nôw                                           | 2009                  | -                     |                 |              |                  |
| Ut is toch wat!!!                                             | 2009                  | -                     |                 |              |                  |
| Knats valse wals                                              | 2009                  | -                     |                 |              |                  |
| D'n Truukwaeg                                                 | 2010                  | -                     |                 |              |                  |
| Ik rammel van d'n dôrs                                        | 2010                  | -                     |                 |              |                  |
| De Miémelaer                                                  | 2011                  | -                     |                 |              |                  |
| Träöt ens 'n rundje                                           | 2011                  | -                     |                 |              |                  |
| Ketse                                                         | 2012                  | -                     |                 |              |                  |
| Onhendig Leedje                                               | 2013                  | -                     |                 |              | Winnaar LVK 2014 |
| Um te Boäke                                                   | 2014                  | -                     |                 |              |                  |
| Desoké                                                        | 2015                  | -                     |                 |              |                  |
| Spek op de rubbe                                              | 2016                  | -                     |                 |              |                  |
| Ach, dân zien we vân de straot aaf!!!                         | 2017                  | -                     |                 |              |                  |